# Охорона здоров'я в Австрії
Охорона здоров'я в Австрії — дворівнева система, в якій практично всі люди отримують медичну допомогу, яка фінансується державою. Також існує можливість придбати додаткове приватне медичне страхування, яке може включати більш гнучкі години відвідування, приватні палати та лікарів.

## Загальні особливості
Охорона здоров'я в Австрії є універсальною як для жителів Австрії, так і для жителів інших країн ЄС. Всі наймані працівники підлягають обов'язковому страхуванню. Також страхування гарантується подружжям та утримуваним особам застрахованих осіб, пенсіонерам, студентам, інвалідам та особам, які отримують допомогу по безробіттю. Роботодавці реєструють своїх працівників та віднімають податок на медичне страхування із зарплати працівників. Самозайняті особи мають право записатись на схему державного медичного страхування. Вартість державного страхування базується на доходах і не пов'язана з окремими діагнозами чи факторами ризику.
Всім застрахованим видається електронна картка, яку необхідно пред'явити під час відвідування лікаря. Додатково електронну картку можна використовувати для електронних підписів. Електронні картки, видані після жовтня 2019 року, також містять фотографії власника картки для запобігання шахрайству.

## Історія
Система охорони здоров'я Австрії була розроблена разом з іншими програмами соціального забезпечення Соціал-демократичною партією Австрії спочатку у Відні у 1918—1934 роках.
Охорона здоров'я в Австрії розпочалася головним чином у 1956 році, коли було прийнято «Загальний закон про соціальне страхування» або «ASVG», який передбачав, що охорона здоров'я є правом громадян. Згідно з цим законом люди автоматично реєструються в системі охорони здоров'я після працевлаштування. Особа потрапляє до страхового фонду, відомого як Krankenkasse, та отримує страхову карту, яка розповсюджується не тільки на медичну допомогу, але й на пенсії та безробіття. Рівень охоплення соціальним страхуванням швидко зростав після ратифікації закону у 1955—1956 роках. Приблизно до 1980 року в систему медичної допомоги вже було включено необмежену лікарняну допомогу та профілактичний огляд.
Після кризи 2008 року витрати на медичне страхування зросли та зменшили можливості системи охорони здоров'я. Уряд з 2013 року розпочав процес реформ, які мали на меті збільшити потенціал системи, поліпшити якість обслуговування та розв'язати фіскальні проблеми. Ідея структурної реформи дуже складна через федеральну структуру Австрії. Юридична структура програми соціального забезпечення є надзвичайно складною з декількома суб'єктами на державному рівні під парасолькою національної установи. Внесення змін у федеральну базу є конституційним питанням.

## Структура
Охорона здоров'я Австрії фінансується загальнодержавним фондом Krankenkasse. Система охорони здоров'я Австрії децентралізована та функціонує аналогічно подібній системі в США. Кожна з дев'яти земель та федеральний уряд мають правові обмеження та різні ролі у системі охорони здоров'я. Федеральне міністерство праці та соціальних справ є федеральним виконавцем програми. Його завдання полягає у розробці рамок послуг, що пропонуються в системі та управлінні фондом Krankenkasse. Роль провінцій полягає в тому, щоб керувати місцевими закладами охорони здоров'я та надавати допомогу за потреби. Надання медичної допомоги у результаті здійснюється спільно федеральними, регіональними та місцевими суб'єктами влади.
Krankenkasse є основним фондом, але мережа соціального захисту Австрії фактично реалізується коштом 22 менших фондів, 19 з яких призначені виключно на хвороби, які згідно з законодавством є самоврядними, щоб забезпечити децентралізацію. Оскільки програма охорони здоров'я Австрії має широкий спектр соціального страхування — бюрократія у сфері дуже величезна.